# زیردریایی یو-۳۵۰۵
زیردریایی یو-۳۵۰۵ (به انگلیسی: German submarine U-3505) یک زیردریایی بود که طول آن ۷۶٫۷ متر (۲۵۱ فوت ۸ اینچ) بود. این زیردریایی در سال ۱۹۴۴ ساخته شد.